# مقاطعة قرشي
مقاطعة قرشي هي مقاطعة في ولاية قشقداريا في أوزبكستان، ومركزها مدينة بشقند.